# Bohuslav Svoboda
Bohuslav Svoboda (* 8. února 1944 Praha) je český lékař v oboru gynekologie a porodnictví a politik Občanské demokratické strany, v letech 2010–2013 a znovu od února 2023 primátor hlavního města Prahy. Od roku 2013 je rovněž poslancem Poslanecké sněmovny PČR.
Mezi roky 1990 až 2011 působil jako přednosta Gynekologicko-porodnické kliniky 3. LF UK a FNKV, v letech 2003–2010 byl děkanem 3. lékařské fakulty Univerzity Karlovy v Praze a v obdobích 1990–1997 a opět 2010–2011 také jejím proděkanem. V letech 2016 až 2023 působil jako přednosta Gynekologické kliniky 3. LF UK a ÚVN. V roce 1992 se stal druhým prezidentem České lékařské komory.

## Soukromý život
Vyrůstal v pražské čtvrti Spořilov. V roce 1948 se zúčastnil XI. všesokolského sletu na Strahovském stadionu v Praze. 
V říjnu 1986 v Televizních novinách Československé televize kladně komentoval skončený reykjavický summit mezi Gorbačovem a Reaganem týkající se procesu jaderného odzbrojování. V příspěvku vyjádřil podporu platným „konstruktivním návrhům Sovětského svazu“ a naději na mírové uspořádání světa.
Jeho třetí manželkou se stala lékařka Pavla Svobodová, přednostka Gynekologické kliniky 3. lékařské fakulty Univerzity Karlovy a ÚVN. Mají spolu syny Adama a Alexe. Z předchozích vztahů má dceru a dva syny.

## Lékařská a akademická kariéra
V roce 1967 absolvoval Lékařskou fakultu hygienickou UK, v roce 1990 transformovanou na 3. LF UK. Po promoci nastoupil do nemocnice v Příbrami, odkud po dvou letech odešel na Gynekologicko-porodnickou kliniku FNKV a 3. LF UK v Praze. V akademickém roce 1986–1987 uskutečnil studijní pobyt v Institutu Nazionale per lo Studio e la Cura dei Tumori v italském Miláně. Po sametové revoluci, kdy byla vyhlášena svobodná výběrová řízení, zvítězil v konkurzu na přednostu Gynekologicko-porodnické kliniky FNKV, kterým byl v období 1990–2011. V roce 1990 se habilitoval v oboru gynekologie a porodnictví.  

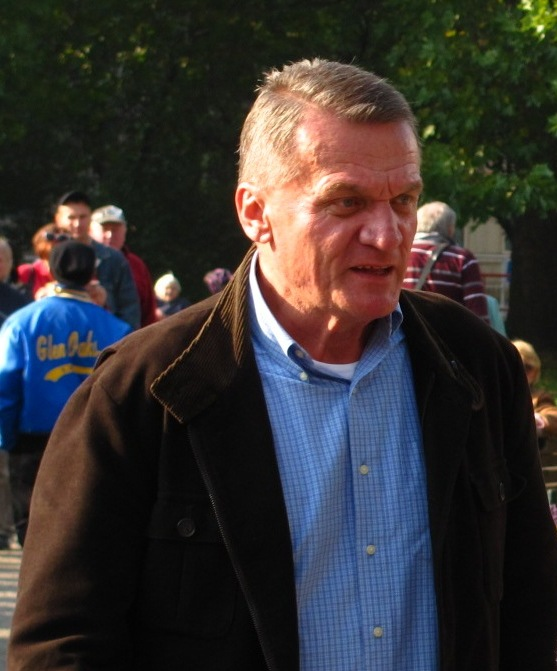
Bohuslav Svoboda, 2010

V letech 1990–1997 zastával funkci proděkana 3. LF UK, v roce 1996 poprvé kandidoval na pozici děkana, kterým se stal v únoru 2003 a byl jím i ve druhém volebním období (2006–2010). Poté, než se stal pražským primátorem, byl do roku 2011 opět proděkanem fakulty. Mezi roky 2016–2023 působil jako přednosta Gynekologické kliniky 3. LF UK a ÚVN. V čele kliniky jej v březnu 2023 vystřídala manželka Pavla Svobodová z pozice zástupkyně přednosty pro vědu a výzkum.
V letech 1992–1998 byl druhým prezidentem České lékařské komory. Patřil k jedné z klíčových postav sporu mezi komorou na jedné straně a Lékařským odborovým klubem na straně druhé. Po uplynutí druhého funkčního období ho v čele komory vystřídal předseda LOKu David Rath. 
Vykonával také funkci statutárního zástupce ředitelky Fakultní nemocnice Královské Vinohrady a v letech 2003–2004 byl také předsedou Asociace děkanů lékařských fakult. Od roku 2007 je členem předsednictva České lékařské společnosti J. E. Purkyně a předsedou Národní rady pro medicínské standardy. V letech 2010–2016 byl členem Akreditační komise a předsedou její stálé pracovní skupiny pro lékařské obory.

## Politické působení

### Kandidatura do Senátu 1998
Ve volbách do Senátu PČR v roce 1998 neúspěšně kandidoval v obvodu č. 34 – Liberec jako nestraník za Čtyřkoalici. V prvním kole získal 13,46 %, a skončil tak na 4. místě.

### Lídr kandidátky ODS v komunálních volbách v Praze 2010
V komunálních volbách v roce 2010 kandidoval jako lídr ODS a kandidát na primátora v Praze. Volby byly poznamenány rozdělením města na sedm volebních obvodů, které bylo schváleno na poslední chvíli v červenci 2010 (volby byly naplánovány na říjen stejného roku). Tuto úpravu, která snížila šanci malých stran na zisk mandátu, schválila ODS, která v té době měla v zastupitelstvu nadpoloviční většinu. Ostatní strany včetně ČSSD toto odsoudily, správní i ústavní soud však nakonec právo samosprávy rozdělit město na obvody posvětily.
ODS v té době řešila pošramocenou pověst z období vlády primátora Pavla Béma. Svou situaci vyřešila nasazením nestraníků na lídrovská místa v některých volebních obvodech (bývalý hokejový brankář Petr Bříza, zpěvák Jan Kalousek a Svoboda). V srpnu tohoto roku začal být Svoboda zmiňován v médiích jako možný kandidát na primátora, strana ho však takto představila pouhý měsíc před termínem voleb (říjen 2010).
Po volbách prohlásil Tomáš Hrdlička, který byl vnímán jako zákulisní hráč pražské ODS, že Svobodu do strany přivedl on. Také Svoboda se v listopadu 2010 v rozhovoru pro Hospodářské noviny vyjádřil k Hrdličkovi takto: „Je to člen regionální rady, kde často vystupuje, je vzdělaný v oboru politologie a má talent. Jeho návrh ohledně toho, jak postupovat dál, byl v mnoha případech ten jediný správný, který na radě zazněl. Dál prohlásil: „Na mne žádný tlak nikdy nevyvíjel a vnímám ho jako člověka, který má respekt, a jeho názory beru za názory významné. Pokud jsou veřejně prezentovány na regionální radě, tak jsou v pořádku.“
Hrdlička v říjnu 2011 navrhoval Svobodu, aby kandidoval za ODS na funkci prezidenta.

### Primátor hl. m. Prahy v koalici s ČSSD

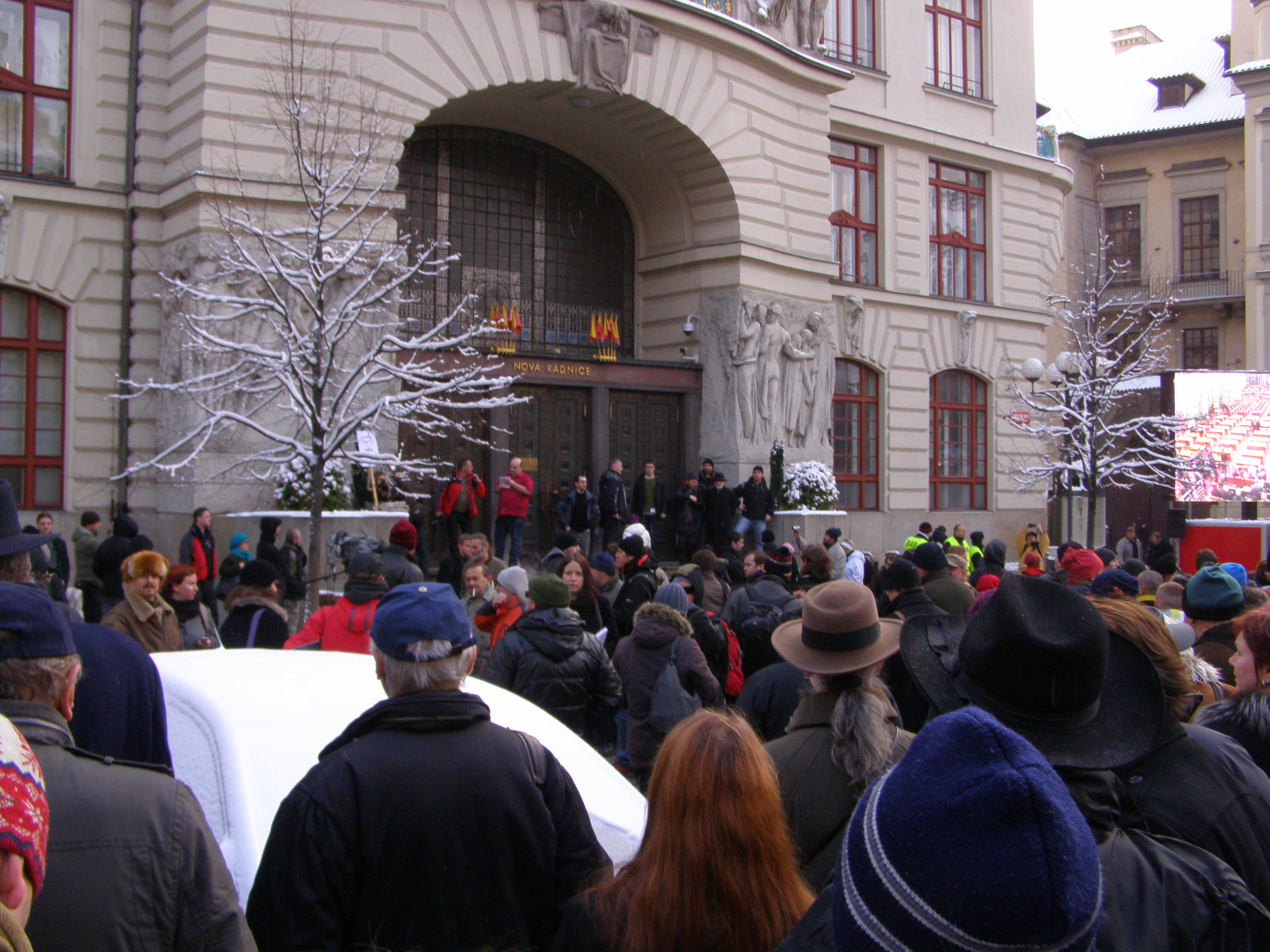
Demonstrace během ustavujícího zastupitelstva 30. listopadu 2010 proti vytvoření koalice ODS a ČSSD

V září 2010 vstoupil do sdružení ODS na Praze 2. Ve volbách do Zastupitelstva hlavního města Prahy v říjnu 2010 ho Občanská demokratická strana prezentovala jako svého lídra a kandidáta na primátora.
Dne 30. listopadu 2010 byl zastupitelstvem hl. m. Prahy zvolen primátorem v rámci pravolevé koalice ODS a ČSSD a stal se nástupcem Pavla Béma v této funkci. Reakce veřejnosti jak na zvolení Svobody primátorem, tak na koalici ODS-ČSSD byly nepříznivé. Proti Svobodově velké koalici se před magistrátem i v zasedací síni zastupitelstva opakovaně konaly demonstrace, demonstranty podpořil i bývalý prezident Václav Havel. V dubnu 2011 se Svoboda stal nejhůře hodnoceným hejtmanem v ČR. Pozici si však postupně zlepšoval a v květnu 2013 byl dokonce nejlépe hodnoceným krajským představitelem.

### Primátor hl. m. Prahy v koalici s TOP 09
Dne 21. listopadu 2011 byla ze strany ODS vypovězena koalice ODS–ČSSD na pražském magistrátu. Tuto výpověď inicioval předseda pražské ODS Boris Šťastný. Bohuslav Svoboda se vyslovil, že výpověď koaliční smlouvy mohla vést k jeho pádu jako primátora kvůli jeho nesouhlasu s několikamiliardovým pražským tendrem na svoz odpadu. Tři dny po vypovězení smlouvy byla Svobodou, osmi jeho věrnými ze zástupců ODS v pražském zastupitelstvu (včetně obou dosavadních náměstků Ivana Kabického a Josefa Noska a obou dosavadních radních z ODS Aleksandry Udženiji a Radka Lohynského) a zástupci TOP 09 podepsána nová koaliční dohoda. Ve stejný den byli odvoláni členové rady hl. m. Prahy z řad ČSSD a za ně dosazeni noví z řad TOP 09. Nová dohoda tak začala platit skoro o měsíc dříve, než se původně předpokládalo, že k nějaké dojde.

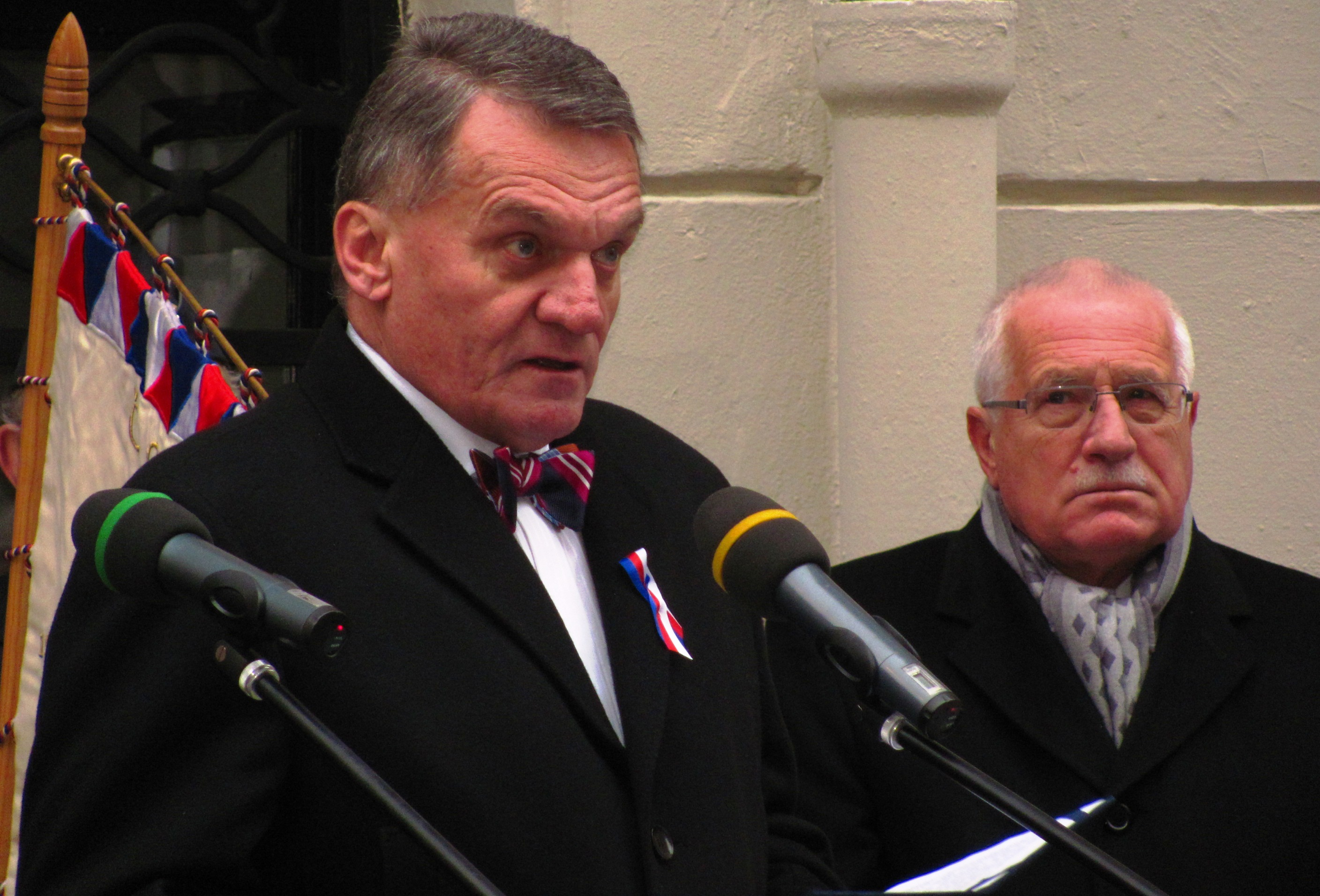
Primátor Svoboda a prezident Klaus při výročí 17. listopadu, 2011

Tisk později napsal, že narychlo vytvořená nová koalice mezi ODS a TOP 09 byla iniciována hlavně primátorem Svobodou, který je v pražské ODS protiváhou skupiny kolem šéfa pražské ODS Borise Šťastného spojené s předchozí garniturou primátora Pavla Béma a za níž v pozadí stojí podnikatel a tzv. kmotr Tomáš Hrdlička.
Dne 30. ledna 2012 byl zvolen na sněmu pražské organizace ODS předsedou organizace, když získal 68 z 95 hlasů, a porazil tak bývalého radního Jiřího Janečka, jenž obdržel 10 hlasů.
Regionálnímu sdružení Občanské demokratické strany Praha předsedal do listopadu 2013.
Dne 23. května 2013 byl v tajném hlasování odvolán z postu primátora a s ním i další dva radní za ODS (Aleksandra Udženija a Josef Nosek). Zbylí dva radní ODS (Ivan Kabický a Radek Lohynský) vzápětí rezignovali na své funkce. Pro odvolání členů ODS z městské rady se v zastupitelstvu spojila TOP 09 s ČSSD a KSČM.[zdroj⁠?!] Toto spojení následně Bohuslav Svoboda kritizoval a označil své odvolání za předvolební boj TOP 09 a zkoušku spojenectví TOP 09 s ČSSD před parlamentními volbami. Po hlasování ODS po 22 letech vlády Praze oznámila odchod do opozice. Bohuslava Svobodu v křesle primátora vystřídal jeho dosavadní 1. náměstek z TOP 09 Tomáš Hudeček. Po svém odvolání Bohuslav Svoboda v době povodní kritizoval nové vedení magistrátu za neschopnost a podcenění situace.

### Poslanec

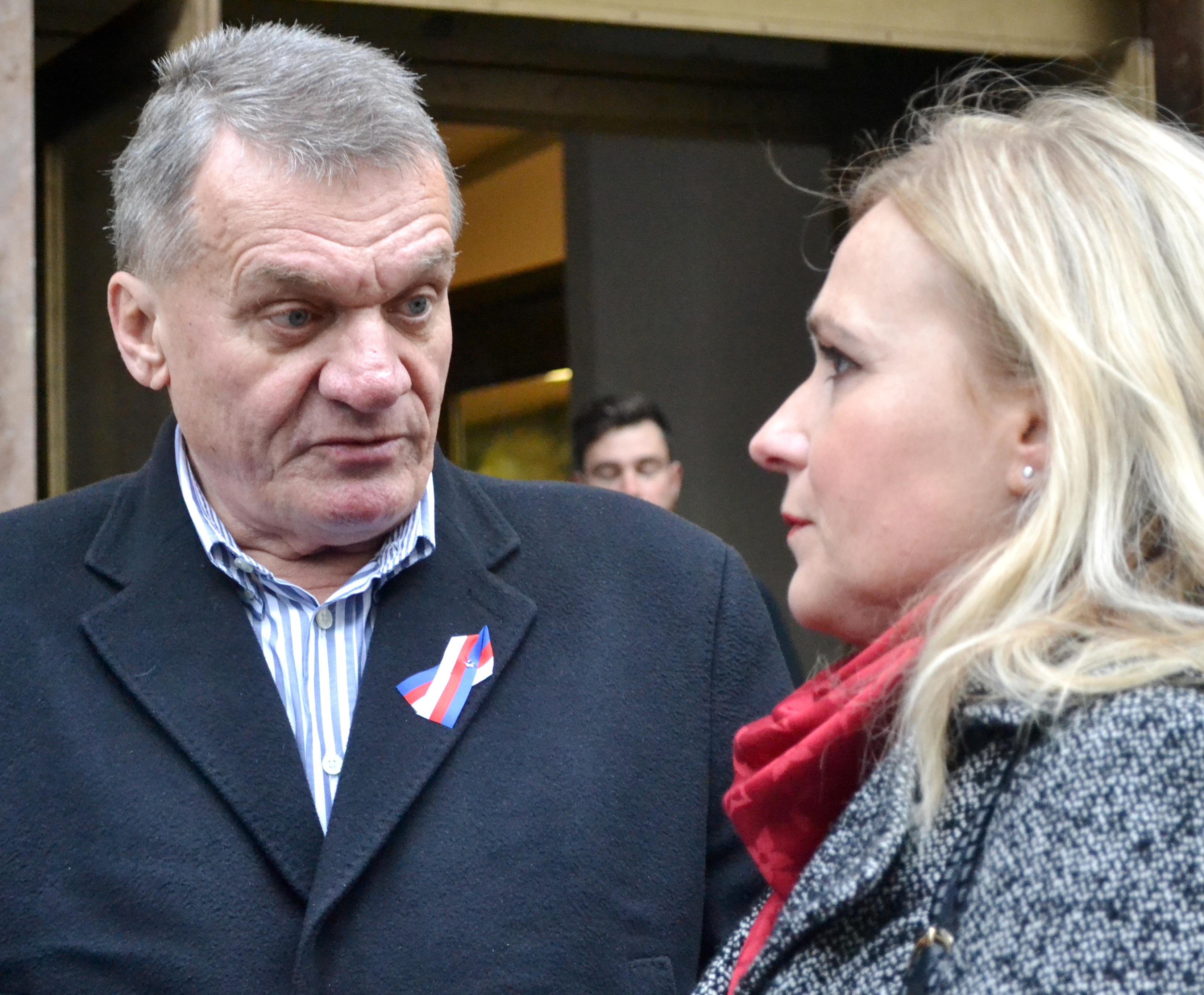
S kolegyní z poslaneckého klubu ODS Janou Černochovou, 2013

Ve volbách do Poslanecké sněmovny PČR v roce 2013 kandidoval za ODS na druhém místě kandidátky v hlavním městě Praze a byl zvolen poslancem. Získal 14 953 preferenčních hlasů, což byl osmý nejvyšší počet v celé České republice. Na konci listopadu 2013 požádala policie o vydání Bohuslava Svobody k trestnímu stíhání v souvislosti s kauzou Opencard. Na začátku února 2014 ho Sněmovna počtem 101 hlasů ze 175 přítomných poslanců zbavila imunity a vydala ho k trestnímu stíhání. V září roku 2016 byl Svoboda podmíněně odsouzen na 2,5 roku, proti rozsudku se odvolal, je tak nepravomocný. Podle soudu byly porušeny předpisy o hospodářské soutěži a také povinnosti při správě cizího majetku spojený s kauzou Opencard. Odvolací soud se ovšem bude moct konat až po skončení poslaneckého mandátu, kterého Svoboda nabyl po volbách v roce 2017. V lednu roku 2018 totiž Poslanecká sněmovna nevydala Svobodu k trestnímu stíhání před odvolacím soudem. Imunitu znovu získal po volbách v roce 2021. Na začátku března 2022 ho Sněmovna opět vydala k trestnímu stíhání poté, co o vydání požádal.
Ve volbách do Poslanecké sněmovny PČR v roce 2017 obhájil svůj poslanecký mandát za ODS v Praze, získal 12 360 preferenčních hlasů. Ve volbách do Poslanecké sněmovny PČR v roce 2021 kandidoval z pozice člena ODS na 6. místě kandidátky koalice SPOLU (tj. ODS, KDU-ČSL a TOP 09) v Praze. Vlivem 29 033 preferenčních hlasů však nakonec skončil na čtvrtém místě, a stal se tak poslancem.

### Komunální volby 2014
V komunálních volbách v roce 2014 vedl kandidátku ODS do Zastupitelstva hlavního města Prahy, a byl tak kandidátem strany na post pražského primátora. Mandát zastupitele hlavního města obhájil, avšak vzhledem k výsledku strany (10,97 % hlasů; 8 mandátů) se primátorem nestal. Zároveň kandidoval i do Zastupitelstva městské části Praha 2 a uspěl.

### Komunální volby 2018
Také v komunálních volbách v roce 2018 byl lídrem kandidátky ODS do Zastupitelstva hlavního města Prahy a tudíž i kandidátem strany na post primátora Prahy. Ve volbách ODS skončila první, získala 14 mandátů, a Svoboda obhájil mandát zastupitele hlavního města Prahy, když obdržel 77 434 preferenčních hlasů. Primátorem Prahy byl však zvolen Zdeněk Hřib. Do Zastupitelstva městské části Praha 2 již nekandidoval.

### Komunální volby 2022
V komunálních volbách v roce 2022 byl z pozice člena ODS lídrem kandidátky koalice SPOLU (tj. ODS, TOP 09 a KDU-ČSL) a kandidátem na post pražského primátora. Koalice SPOLU zvítězila ziskem 19 mandátů (z toho 7 za TOP 09 a 2 za KDU-ČSL) a rozhodla se vyjednávat se všemi ostatními zvolenými stranami. I když nezískal nejvíce hlasů (více obdrželi Hana Kordová Marvanová, Jiří Pospíšil, Zdeněk Zajíček a Tomáš Portlík), zůstal na prvním místě v zisku mandátu. V období před volbami se vyjádřil, že emise z motorových vozidel nejsou pro lidské zdraví zásadní, což vyvolalo debatu ve veřejném prostoru.

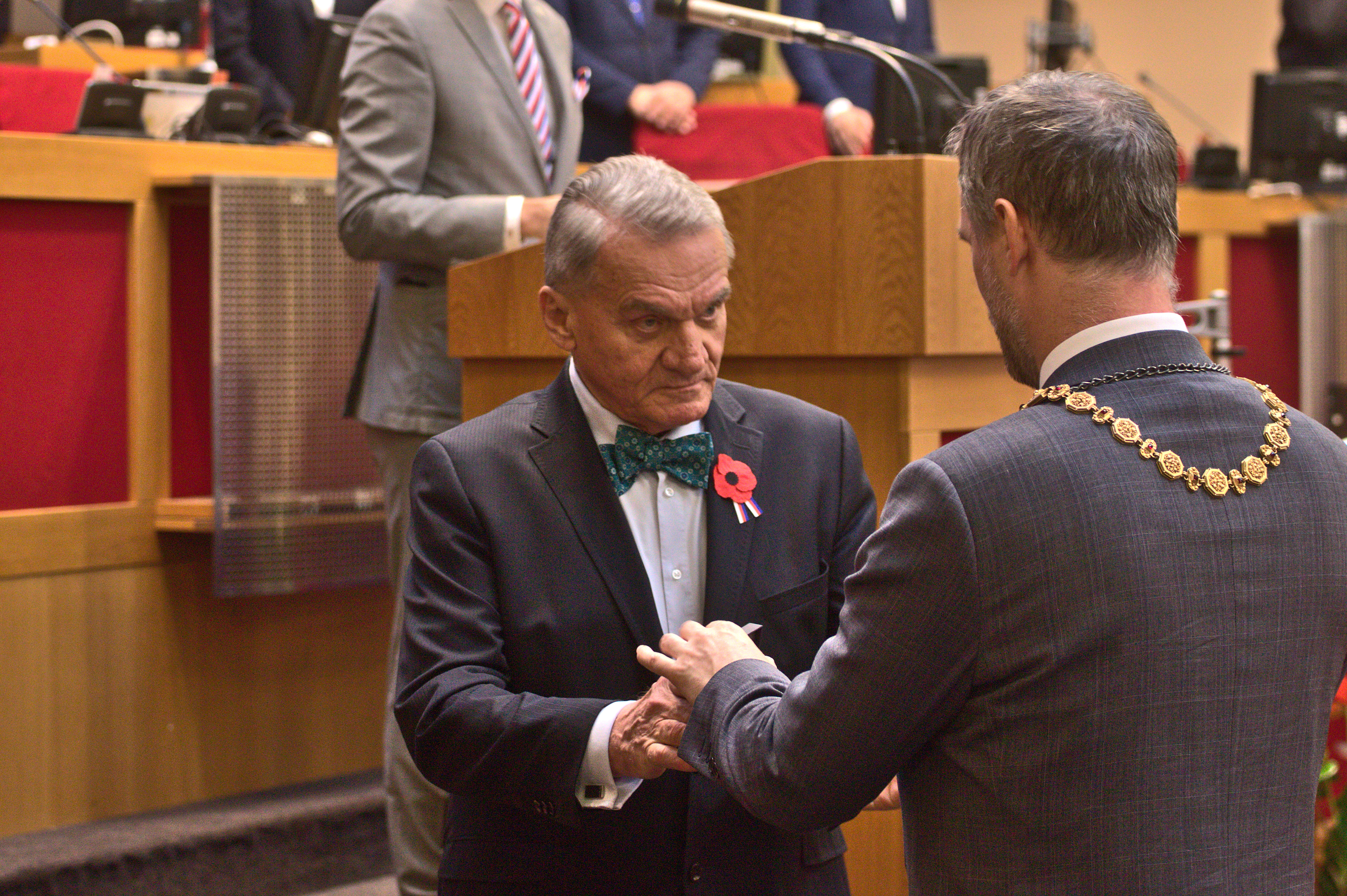
Složení zastupitelského slibu, Bohuslav Svoboda a Zdeněk Hřib s primátorským řetězem, 2022

Před nástupem do funkce primátora uvedl, že se vzdá funkcí ve sněmovních výborech a členství ve správní radě VZP. Ponechá si však mandát poslance a zůstává také zaměstnán na Gynekologické klinice 3.LF UK a Ústřední vojenská nemocnice.  Primátorem byl (po nejdelších povolebních jednáních v Praze od listopadu 1989) zvolen dne 16. února 2023. Ve volbě ho kromě koaličních zastupitelů podpořilo rovněž hnutí ANO, proti hlasovala Praha sobě a hnutí SPD; nepodpořila ho však ani Hana Kordová Marvanová, jejíž podpis chyběl i na koaliční smlouvě. Svoboda tak získal 50 z 65 hlasů zastupitelů. Od roku 1784 jde teprve o čtvrtého vrcholného představitele Prahy, který se po odchodu z funkce do ní dokázal po čase vrátit.
Dne 9. října 2023 se na Václavském náměstí v Praze zúčastnil demonstrace na podporu Izraele, který byl napaden Hamásem. V únoru 2024 byla odhalena olejomalba s portrétem Bohuslava Svobody od Tomáše Kubíka, která navázala na tradici portrétování pražských primátorů započatou v 19. století. V březnu téhož roku Svoboda vzbudil rozpaky na zdravotnickém výboru Poslanecké sněmovny sdělením, že se léčí s černým kašlem. Svou přítomnost obhajoval tím, že bere antibiotika a již není infekční, přestože během jednání kašlal. Navzdory diagnostikovanému infekčnímu onemocnění se v předešlých dnech účastnil rady města, tiskové konference k Barrandovskému mostu a slavnostního podpisu smlouvy s mezinárodní sítí měst ICORN. Na všech akcích včetně zdravotnického výboru byl bez respirátoru. Pražská pobočka strany Zelených na Svobodu podala trestní oznámení na základě trestního zákona o „šíření nakažlivé lidské nemoci“. Jednání Svobody okomentoval i epidemiolog a bývalý ministr zdravotnictví Roman Prymula, který jej označil za více etický přešlap, než zdravotní riziko.
V květnu 2025 napsal na svých sociálních sítích, že Praze nehrozí výpadek dodávek elektřiny k jakému došlo na Pyrenejském poloostrově. Po výpadku elektřiny 4. července 2025 byl tento příspěvek smazán.